# Impero galattico
Gli imperi galattici costituiscono un tema ricorrente delle opere a carattere fantascientifico. Molti autori del genere hanno scritto romanzi incentrati sullo sviluppo o sul declino di un impero esteso a tutta la galassia (o parte di essa), o hanno comunque sfruttato un simile scenario come ambientazione per il racconto. Alcuni di questi autori si sono ispirati alla storia dell'Impero romano: l'esempio più celebre a questo proposito è il Ciclo delle Fondazioni di Isaac Asimov. L'impero galattico più noto presso il grande pubblico è quello di Guerre stellari.
Gli imperi galattici variano nei dettagli tra le varie opere. Essi possono essere ispirati agli imperi dell'età antica, come l'Impero Romano, o a quelli moderni, come ad esempio l'Impero nazista o l'Impero britannico. Spesso i personaggi affiliati a tali imperi portano titoli nobiliari tipici dell'età feudale, come Conte, Duca, Barone o Principe. Un altro esempio in tal senso, piuttosto influente nella letteratura successiva, è l'Impero presente nell'universo di Dune.

## Imperi galattici nelle opere di fantascienza
(in ordine alfabetico)
- Imperatala Galacticon - nella serie della Guida galattica per gli autostoppisti di Douglas Adams
- Imperium - nel wargame tridimensionale Warhammer 40.000
- Impero Galattico - nel Ciclo delle Fondazioni di Isaac Asimov
- Impero Galattico - nel ciclo di Guerre stellari di George Lucas
- Impero Galattico - nell'anime Legend of the Galactic Heroes
- Impero o Trono del Leone d'Oro - nell'universo di Dune di Frank Herbert
- Impero galattico del tiranno Freezer - nel manga e anime Dragon Ball di Akira Toriyama
- Impero Terran del videogioco Il Pianeta del Tesoro: Battaglia su Prokyon, tratto dall'omonimo film
- Impero terrestre - nel ciclo di Dominic Flandry di Poul Anderson
- Impero umano Abh della light novel Seikai no monshō